# Szent Miklós-fatemplom (Papmezővalány)
A Szent Miklós-fatemplom műemlékké nyilvánított épület Romániában, Bihar megyében. A romániai műemlékek jegyzékében a  BH-II-m-B-01227 sorszámon szerepel.